# Scream (東方神起歌曲)
《SCREAM》是韩国男子团体東方神起在日本发行的第38张单曲。于2013年9月4日由avex trax公司发行。

## 概要
单曲分为「CD+DVD」「只CD」「Bigeast盤」三种版本发行。距离上张单曲发行约两个半个月，是2013年的第3张单曲。附属DVD中收录了《SCREAM》的MV和MV的拍摄过程（只在初回限定盘中收录）。
初回限定版本封入特典是封面大小的卡片（6種中随机封入1种）。「只CD」版本有CD-EXTRA与单曲封面拍摄花絮收录。
主打歌《SCREAM》在“東方神起 LIVE TOUR 2013 〜TIME〜 FINAL in NISSAN STADIUM”巡演中初次披露。

## 收录歌曲

### CD+DVD
CD
1. 《SCREAM》 [3:48]
作詞：H.U.B.、作曲・編曲：hitchhiker
  - 角川書店制作电影《貞子3D2》主題歌[參⁠ 3]
  - 日本全国音乐信息节目《Music B.B.》2013年9月片尾曲
2. 《Disvelocity》 [4:09]
作詞：H.U.B.、作曲：Anders Grahn・Emil Carlin、編曲：Emil Carlin
  - TBS电视台《HIRUOBI!（日语：ひるおび!）》2013年9月片尾曲
3. 《SCREAM》 -Less Vocal-
4. 《Disvelocity》 -Less Vocal-

DVD
1. 《SCREAM》（Video Clip）
2. 《SCREAM》（Video Clip） -Off Shot Movie- （只初回限定盤有收录）

### 只CD
1. 《SCREAM》
2. 《Disvelocity》
3. 《SCREAM 〜the other side mix》 [3:56]
4. 《SCREAM》 -Less Vocal-
5. 《Disvelocity》 -Less Vocal-

[CD-EXTRA] Jacket Making Movie

### Bigeast盤
- CD与[CD+DVD]版同内容。
- [CD-EXTRA]收录有「東方神起 LIVE TOUR 2013 〜TIME〜」的预览映像。